# La Aguada y Costa Azul
La Aguada y Costa Azul ist eine Stadt im Südosten Uruguays.

## Geographie
Sie befindet sich auf dem Gebiet des Departamento Rocha in dessen Sektor 10 südöstlich der Departamento-Hauptstadt Rocha an der Atlantikküste. Im Süden grenzt am dortigen Küstenabschnitt La Paloma an, in wenigen Kilometern westlicher Entfernung erstreckt sich die Laguna de Rocha. Der nächstgelegene Küstenort in nördlicher Richtung ist Arachania.

## Geschichte
Am 21. Dezember 1995 wurde La Aguada y Costa Azul durch das Gesetz Nr.12.253 in die Kategorie "Pueblo" eingestuft.

## Infrastruktur
La Aguada y Costa Azul liegt an der Ruta 10 und der Ruta 15.

## Einwohner
La Aguada y Costa Azul hatte bei der Volkszählung im Jahr 2011 1.090 Einwohner, davon 528 männliche und 562 weibliche.
| Jahr | Einwohner |
| ---- | --------- |
| 1963 | 210       |
| 1975 | 454       |
| 1985 | 967       |
| 1996 | 1.125     |
| 2004 | 1.103     |
| 2011 | 1.090     |

Quelle: Instituto Nacional de Estadística de Uruguay